# Horní Jindřichov
Horní Jindřichov (německy Oberhennersdorf) je část města Rumburk v okrese Děčín. Nachází se na východě Rumburka. Je zde evidováno 421 adres. V roce 2011 zde trvale žilo 1 316 obyvatel.
Rumburk 2-Horní Jindřichov leží v katastrálním území Horní Jindřichov o rozloze 7 km2.

## Historie
Nejstarší písemná zmínka pochází z roku 1446.

## Obyvatelstvo
|                                                                  | 1869  | 1880  | 1890  | 1900  | 1910  | 1921  | 1930  | 1950  | 1961  | 1970  | 1980  | 1991  | 2001  | 2011  |
| ---------------------------------------------------------------- | ----- | ----- | ----- | ----- | ----- | ----- | ----- | ----- | ----- | ----- | ----- | ----- | ----- | ----- |
| Obyvatelé                                                        | 1 960 | 2 059 | 2 241 | 2 995 | 3 190 | 2 655 | 2 803 | 1 393 | 1 315 | 1 220 | 1 129 | 1 078 | 1 139 | 1 316 |
| Domy                                                             | 236   | 227   | 251   | 326   | 358   | 374   | 409   | 394   | .     | 284   | 276   | 321   | 325   | 340   |
| Počet domů z roku 1961 je zahrnut v domech místní části Rumburk. |       |       |       |       |       |       |       |       |       |       |       |       |       |       |

## Pamětihodnosti a zajímavosti
- lidová architektura: památkově chráněny domy čp. 154 ve Sportovní ulici a čp. 124 v Kalné ulici, hodnotná je řada dalších staveb
- barokní kamenný mostek přes říčku Mandavu v ul. Vojtěcha Kováře
- kovový kříž s kamenným podstavcem v ulici Dlouhá u domu čp. 162
- kovový kříž s kamenným podstavcem na rohu ulic Vojtěcha Kováře a Na Výsluní, proti kulturnímu domu Střelnice
- kovový kříž s kamenným podstavcem v ulici Vojtěcha Kováře u mostu přes Mandavu, východně od čp. 412
- kříž v lesíku v ulici Na Pěšině, severozápadně od domu čp. 59
- kovaný kříž s kamenným podstavcem v ulici Pražská jižně od domu čp. 309
- pomník Rumburské vzpoury nad rumburským hřbitovem, na jižním konci ulice Stanko Vodičky
- rybníček v ulici Skalní
- jezdecký klub při čp. 116 v Zadní ulici